# Melinaea pothete
Melinaea pothete är en fjärilsart som beskrevs av Ferreira d'almeida 1945. Melinaea pothete ingår i släktet Melinaea och familjen praktfjärilar. Inga underarter finns listade i Catalogue of Life.